# Bọt electron
Bọt electron là không gian trống sinh ra khi một electron tự do di chuyển trong một môi trường siêu lỏng hoặc khí siêu lạnh, như neon hay helium siêu lỏng. Những bọt này có kích thước rất nhỏ, khoảng 2 nm ở áp suất khí quyển.

## Bọt electron trong helium
Ở nhiệt độ phòng, các electron trong khí hiếm di chuyển tự do, tương tác với các nguyên tử khí. Chuyển động của electron lúc này phụ thuộc vào mật độ khí và nhiệt độ, tuân theo lý thuyết động học chất khí cổ điển. Khi nhiệt độ giảm xuống, chuyển động của electron tăng lên, cho đến lúc các nguyên tử khí chậm lại, tương tác giữa nguyên tử và electron tự do là không đáng kể.
Dưới nhiệt độ tới hạn, các chuyển động tự do của electron giảm xuống đến mức cực thấp, điều này dẫn đến sự ra đời của lý thuyết bọt electron. Ở nhiệt độ thấp, các electron trong heli lỏng không những di chuyển tự do, chúng còn tạo ra các khoảng trống xung quanh giống như các "bọt".

## Chia nhỏ các bọt electron
Khi một electron ở trạng thái kích thích, chuyển động của nó trong không gian được biểu diễn bởi một "đám mây xác suất", ở trạng thái 1P, đám mây này có dạng hình quả tạ, điều này cũng tương tự với các bọt electron. Nhà vật lý Humphrey Maris đã có ý tưởng "nếu quả tạ này có thể bị kéo, ép, nó có thể bị chia ra không?"
Maris tính toán rằng khi kích thích các bọt electron bằng các photon bước sóng khoảng 10 nm, các bong bóng electron sẽ chia đôi tại vị trí mỏng nhất của "quả tạ" và cho hai "nửa electron" trong mỗi bọt. Ông đặt tên là electrino.
Tuy nhiên, trong cơ học lượng tử hiện đại không có khái niệm về "nửa electron", điều này dẫn đến hoài nghi từ nhiều chuyên gia trong lý thuyết lượng tử mặc dù không ai trong số họ có thể bác bỏ lý thuyết của Maris. Có vẻ như hoặc lý thuyết của Maris hoặc thuyết lượng tử phải sai lầm.